# Journée du Hobbit
 (septembre 2024).

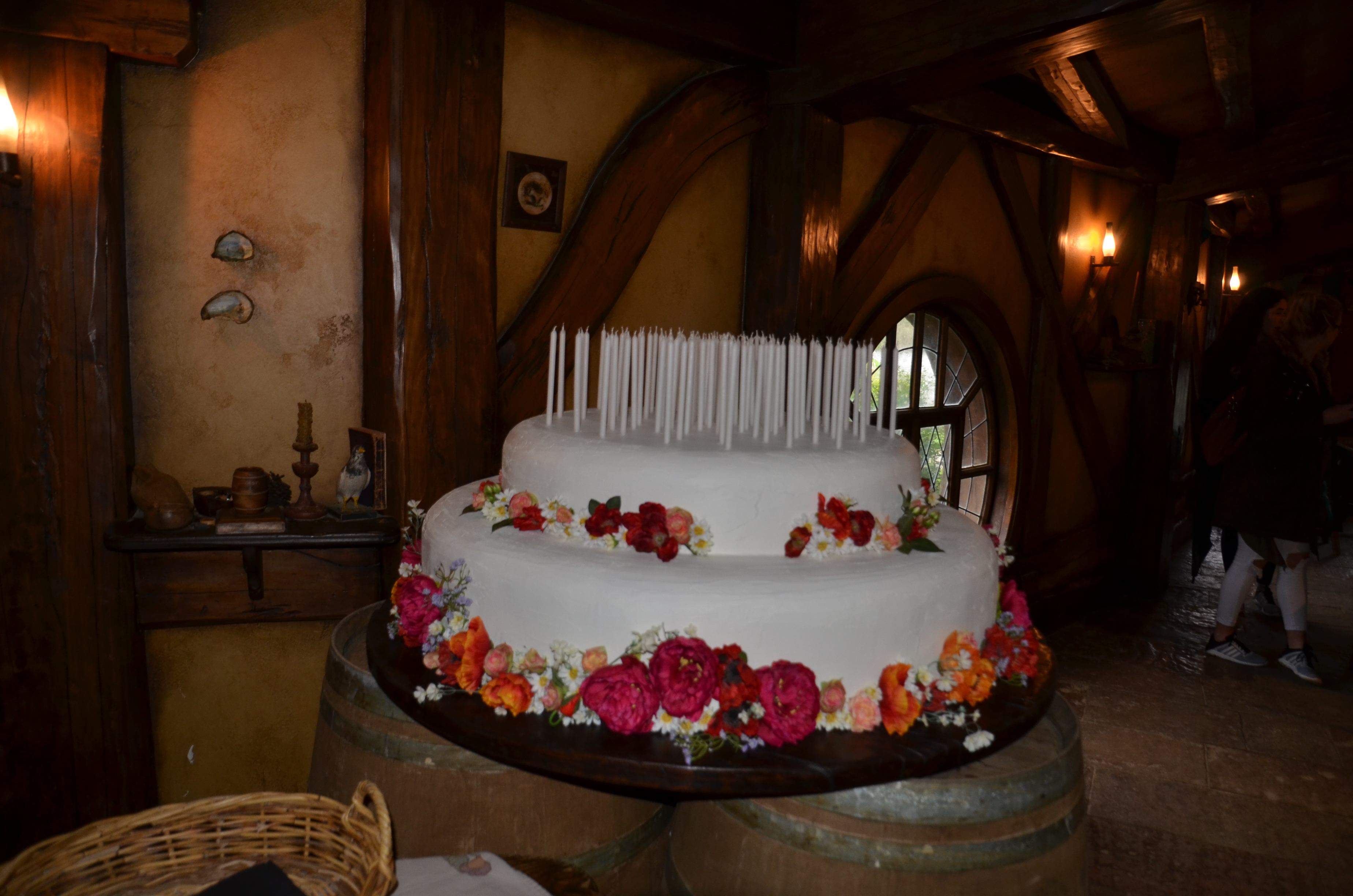
Gâteau de célébration pour la Journée du Hobbit à la taverne du Dragon Vert sur le plateau de tournage de Hobbitebourg, en 2016.

La Journée du Hobbit est un hommage fait le 22 septembre pour l'anniversaire de Bilbo et Frodon Sacquet, deux hobbits des ouvrages de JRR Tolkien, Le Hobbit et Le Seigneur des Anneaux. La semaine Tolkien est celle contenant la Journée du Hobbit.

## Origine

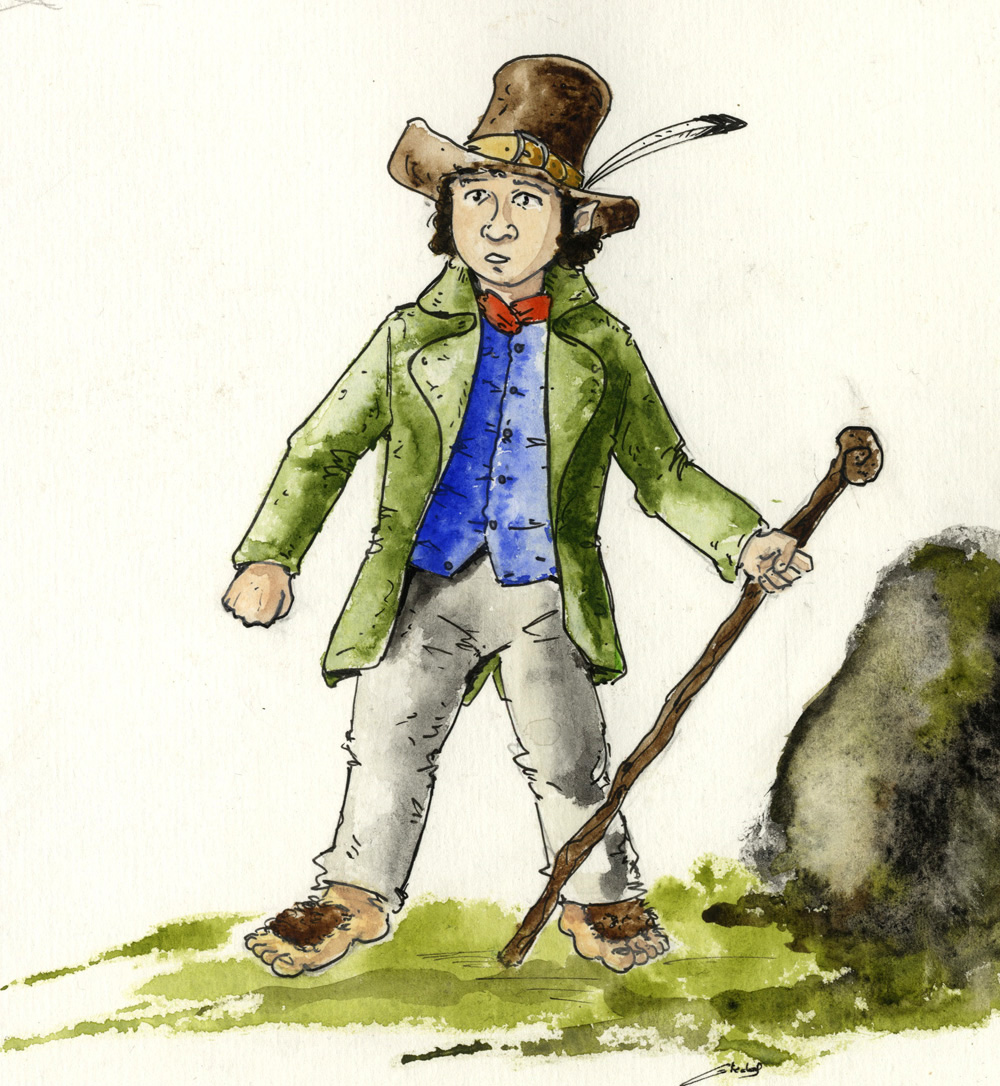
Illustration d'un hobbit.

En 1978, l'American Tolkien Society promulgue la Journée du Hobbit et la Semaine Tolkien. L'association instaure la Journée du Hobbit le 22 septembre et la Semaine Tolkien comme la semaine calendaire contenant ce jour,.
En raison des divergences entre le calendrier fictif de la Comté et le calendrier grégorien, il existe un débat sur la date de célébration de la Journée du Hobbit, puisque l'anniversaire réel de ces deux hobbits se situerait entre le 12 et le 14 septembre dans le calendrier grégorien, comme expliqué dans les annexes du Seigneur des Anneaux.

## Célébration
L'ouvrage de La Communauté de l'Anneau s'ouvre sur la célébration de l'anniversaire de Bilbo avec la description d'une grande fête avec de la nourriture, des feux d'artifice, de la danse et beaucoup de joie.
Certains fans de Tolkien célèbrent cet anniversaire en imitant les fêtes des hobbits. D'autres marchent simplement pieds nus en leur honneur, puisque les hobbits ne portent pas de chaussures.
Certaines écoles et bibliothèques profitent de cette occasion pour susciter l'intérêt de l'œuvre de Tolkien en mettant en place des expositions et en organisant des événements.
Selon les annexes du Seigneur des anneaux, « on ignore si les gens de la Comté commémoraient soit le 25 mars, soit le 22 septembre; mais dans le Quartier Ouest et dans les parages de Hobbitebourg la Colline, la coutume s'établit de festoyer et de danser - si le temps s'y prêtait - dans le Champ de la Fraternité, le 6 avril. »
Au Gondor, cependant, « en l'honneur de Frodo, on décréta que le 30 Yavannië - le 22 septembre de l'ancien calendrier - , date de son anniversaire, serait un jour de fête ; et on prévint le cas que présenterait une année bissextile, en doublant cette fête, appelée Cormarë ou Jour de l'Anneau. »